# Julie Præst Wilche
Julie Præst Wilche (* 25. August 1971 in Aarhus) ist eine dänische Beamtin und Diplomatin. Seit 2022 ist sie Reichsombudsfrau in Grönland.

## Leben
Julie Præst Wilche ließ sich in Dänemark zur Krankenschwester ausbilden, bevor sie Anfang der 1990er Jahre nach Grönland zog. 2009 schloss sie ein Studium der Verwaltungswissenschaft am Ilisimatusarfik mit dem Kandidatgrad ab. Anschließend arbeitete sie als Regierungsbeamte im Gesundheitsdepartement, zuletzt als kommissarische Departementschefin. 2015 wurde sie zur Departementschefin im Sozial- und Justizministerium ernannt. Im September 2021 löste sie die zur Ministerin ernannte Naaja H. Nathanielsen als Direktorin des grönländischen Justizvollzugsdiensts ab. Am 1. Mai 2022 wurde sie als Nachfolgerin von Mikaela Engell zur Reichsombudsfrau in Grönland ernannt.
Julie Præst Wilche hat zwei Kinder mit ihrem Ehemann Jon Wilche (* 1957), der der Sohn des dänischen Zimmermanns Hugo Wilche (1919–?) und seiner grönländischen Ehefrau Arnarsaq Bolethe Batseba Augusta Lynge (1926–?) ist.